# Kallisto
Kallisto (græsk: Καλλιστώ) var i græsk mytologi en nymfe fra Arkadien som var i gudindens Artemis’ jagtfølge. Det er mange selvmodsigende fortællinger om hende, men antikkens forfattere er enige om, at hun var datter af kong Lykaon (som blev forvandlet til en ulv), hun blev forført af guden Zeus, forvandlet til en bjørn, fødte sønnen Arkas, blev jagtet på som et vilddyr og derefter placeret i stjernebilledet Store Bjørn (Ursa Major).
Den fjerde galileiske måne til planeten Jupiter, månen Callisto, er navngivet efter Kallisto.